# غوس جنكينز
غوس جنكينز (بالإنجليزية: Gus Jenkins)‏ هو عازف بيانو أمريكي، ولد في 24 مارس 1931، وتوفي في 22 ديسمبر 1985.